# Manuela Zinsberger
Manuela Zinsberger, née le 19 octobre 1995 à Stockerau, est une footballeuse internationale autrichienne évoluant au poste de gardienne de but et actuellement à Arsenal.

## Biographie
Zinsberger a grandi dans le village de Niederfellabrunn dans le bourg de Niederhollabrunn.
Elle a été initialement formée au LAZ Stockerau et à partir de 2009 dans l'AKA St. Pölten. En 2011/12, elle rentre au Centre National nouvellement établi pour le football féminin à Sankt Pölten.
En 2017, elle est nommée Autrichienne de l'Année aux Österreicher des Jahres, dans la catégorie succès international. En décembre 2020, elle est élue footballeuse autrichienne de l'année, succédant à Nicole Billa.

## Carrière professionnelle

### Club de jeunes
Dans sa jeunesse, elle a joué pour l’USV Leitzersdorf, le SV Stockerau et l'USV Großrußbach.

### SV Neulengbach
Lors de l'été 2010, elle rejoint un club de la ÖFB-Frauenliga, le SV Neulengbach. Elle fait ses débuts le 30 octobre 2010 (9e journée du championnat), peu après l'anniversaire de ses 15 ans. Depuis la saison 2012/13, elle est la gardienne titulaire du SV Neulengbach.

### FC Bayern Munich

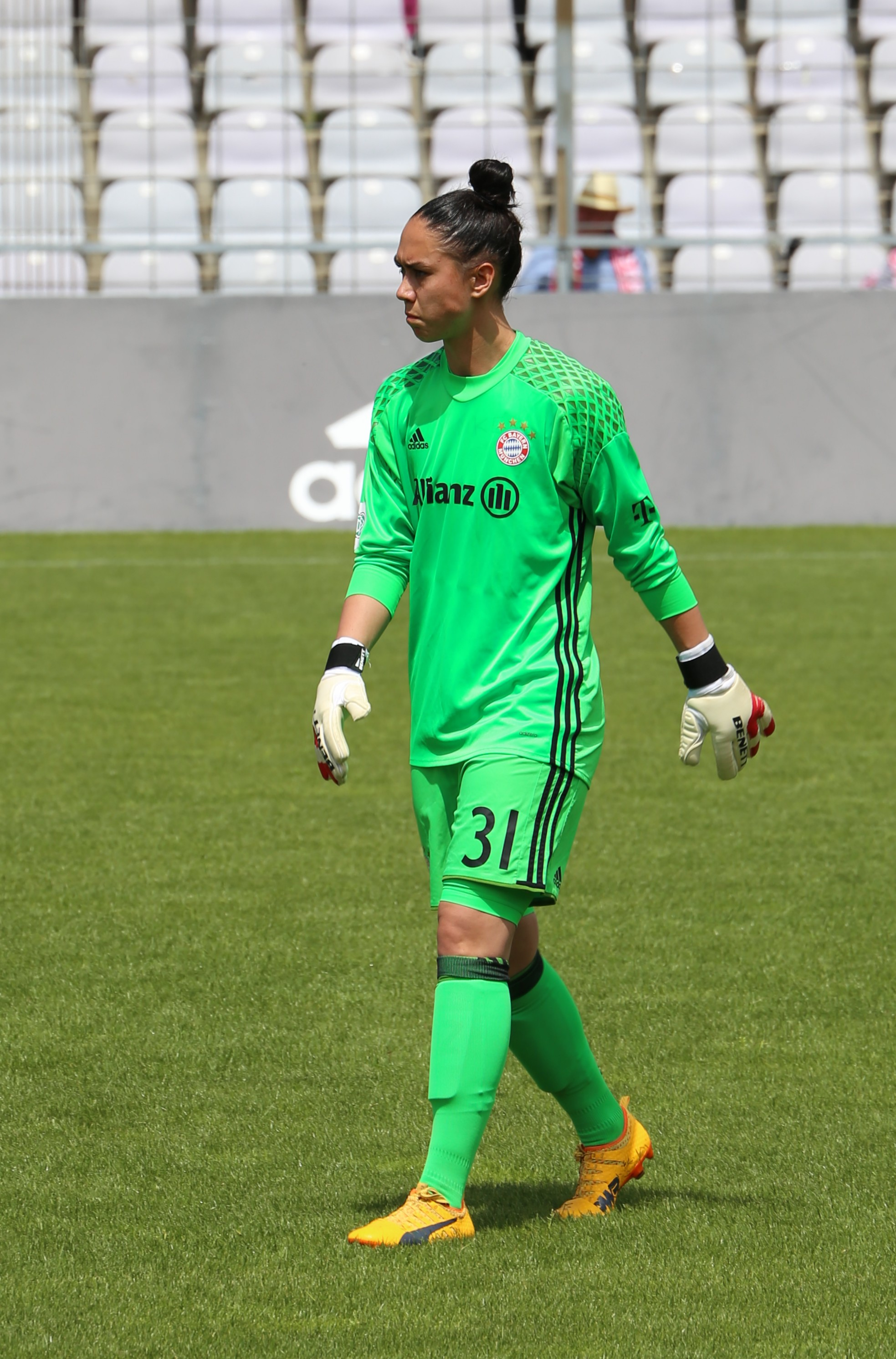
Zinsberger sous le maillot du Bayern Munich (2017)

Le 27 juin 2014, elle signe un contrat d'une durée de 3 ans avec le Bayern Munich.
Elle fait ses débuts le 21 septembre 2014 avec l'équipe B dans un match à l'extérieur contre l'ESTV Würzburg, le match se solde par une victoire. Et sa première titularisation en équipe A a lieu le 30 novembre 2014 contre le SGS Essen. Le 18 février 2017 (12ème journée de ligue), elle repousse un penalty à la 74e minute lors d'un match à l'extérieur contre le SC Fribourg, assurant ainsi une victoire 3-2 pour le Bayern. Le 2 avril 2019, il est annoncé qu'elle ne renouvellerait pas son contrat et quitterait le club de sa propre initiative cet été-là. Ainsi, pour la saison 2019/20, elle rejoint la FA WSL avec le club Arsenal.

### Arsenal
Après avoir rejoint Arsenal, elle s'impose rapidement comme gardienne titulaire ayant joué 12 matchs sur les 15 premiers avec 6 clean sheets. Le 17 novembre 2019, elle fait partie de l'équipe titulaire pour le London Derby opposant Arsenal à Tottenham, Arsenal s'impose 2-0 devant une foule de 38 262 spectateurs (une foule record pour un match de la FA WSL). Elle est titulaire lors des phases finales de la Ligue des champions féminine de l'UEFA 2019-2020. Arsenal s'incline 1-2 en quarts de finale face au PSG.

## Équipe nationale
Après que Zinsberger a disputé des matchs internationaux pour l'équipe nationale U17 et U19, elle fait ses débuts avec l'équipe senior le 2 juin 2013, avant ses 18 ans, à Radlje ob Dravi, l'Autriche s'impose 3-1 face à la Slovénie. À l'Algarve Cup 2014, elle est titulaire face à la Corée du Nord, où son équipe s'incline 0 à 2, puis titulaire lors du match contre le Portugal, cette fois soldé par une victoire, 2 à 1. Elle dispute également 3 matchs de qualification pour la Coupe du monde féminine de football 2015 au Canada : victoire 3-0 face à la Hongrie, et deux défaites 1-3 face à la France.
En mars 2016, elle remporte avec l'Autriche le Tournoi de Chypre pour sa première participation. Toujours avec l'équipe nationale, elle termine 2e du groupe 8 pour les qualifications à l'Euro 2017, se qualifiant ainsi pour la première fois à un tournoi majeur, l'Euro 2017. L'Autriche va loin dans ce tournoi, mais perd en demi-finale face au Danemark.
Lors des qualifications pour la Coupe du monde 2019, elle est titulaire dans les 8 matchs et obtient 4 clean sheets lors de ces matchs. L'Autriche termine 2e de son groupe, derrière l'Espagne, malheureusement cela n'est pas suffisant pour se qualifier car l'équipe ne fait pas partie des meilleurs 2e de groupe.
Lors des qualifications pour l'Euro 2022, elle est entièrement titulaire et ne subit que les trois buts du match retour contre la France, ce qui est suffisant pour se qualifier.

## Distinctions
Équipe nationale
- Demi-finaliste de l'Euro 2017
- Vainqueur du Tournoi de Chypre en 2016

Bayern Munich
- Champion d'Allemagne : 2015, 2016
- Finaliste de la Coupe ÖFB Allemande : 2018

SV Neulengbach
- Champion d'Autriche : 2010, 2011, 2012, 2013
- Vainqueur de la Coupe ÖFB Autrichienne : 2010, 2011, 2012

Arsenal
- Vainqueur de la FA WSL Cup : 2024

Personnelle
- Autrichienne de l'année, catégorie succès international : 2017
- Footballeuse autrichienne : 2020